# Lady Pink
Pour les articles homonymes, voir Pink.
Lady Pink, parfois appelée plus simplement Pink, de son vrai nom Sandra Fabara, est une street artiste graffiti et muraliste américano-équatorienne née en 1964. Surnommée « première femme du graffiti », elle fut l'une des premières femmes active parmi les pionniers du graffiti urbain à New York dans les années 1980. 

## Biographie
Née à Ambato (Équateur) en 1964, Sandra Fabara s'installe aux États-Unis avec sa mère et sa sœur en 1972, à l'âge de 7 ans. Elle grandit dans le Queens, et commence sa carrière de graffiti-artist en 1979. Elle appartient à des groupes tels que TPA (The Public Animals) ou TC5 (The Cool 5). 
En 1982, elle tient un des rôles principaux du film Wild Style, avec Lee Quinones.
À partir de 1983, elle collabore avec l'artiste Jenny Holzer. Mais très vite, elle met fin à cette collaboration.
En 1984, elle réalise sa première installation personnelle, intitulée Femmes Fatales, au Moore College of Art and Design.En 1985, elle cesse de peindre dans le métro new-yorkais et se consacre à l'exécution de fresques, sur commande, et à des peintures sur toile. 
Aujourd'hui, Lady Pink dirige sa société de réalisation de fresques avec son époux, le graffeur Smith.
Les peintures de Lady Pink sont visibles dans les collections suivantes : Whitney Museum of American Art, Metropolitan Museum of Art, Brooklyn Museum, Musée de Groningue,. 

## Expositions
- Women on the walls, Wynwood Art District (en), Miami, décembre 2013[5]
- Le pressionnisme, les chefs-d'œuvre du graffiti sur toile de Basquiat à Bando 1970-1990, 12 mars au 13 septembre 2015, Pinacothèque de Paris[6]